# محمد کامارا (بازیکن فوتبال، زاده ۱۹۹۰)
محمد کامارا (انگلیسی: Mohamed Camara؛ زادهٔ ۲۰ سپتامبر ۱۹۹۰) بازیکن فوتبال در پست مهاجم اهل گینه است.

## باشگاهی
از باشگاه‌هایی که در آن بازی کرده‌است می‌توان به باشگاه فوتبال تروا اشاره کرد.